# Ахемен
Вижте пояснителната страница за други значения на Ахемен.
Ахемен (староперсийски: Hachāmanisch, еламски: Hakamanuisch, акадски: Amanischa, арамейски: Ahamenesch, на старогръцки: Ἀχαιμένης; на латински: Achämenes/Achaimenes) е митологичен цар на персите, основател на династията Ахемениди, към която принадлежат великите царе на древноперсийското царство. Затова царството му се нарича също Ахеменидско царство. Името Ахемен означава „с приятелски дух“. Той е цар между 705 пр.н.е. и 675 пр.н.е. (или от 685 пр.н.е. до 675 пр.н.е.).
През 701 пр.н.е. Ахемен ръководи голямото преселение на персите от територията южно от езерото Урмия на юг през територията на мидийците и еламите до територията около по-късния Персеполис.
Вероятно е син на героя Персей, на когото са наречени персите, и е хранен от един орел. Баща е на Теисп, който го наследява на трона.